# Biostratygrafia
Biostratygrafia – dziedzina stratygrafii oparta na badaniu skamieniałości. Celem klasyfikacji biostratygraficznej (rozpoziomowania biostratygraficznego) jest wydzielenie w skałach jednostek na podstawie analizy rozprzestrzenienia stratygraficznego (pionowego) kopalnych taksonów (skamieniałości przewodnich). Klasyfikacja ta jest możliwa w skałach zawierających skamieniałości - a więc w skałach osadowych. Jej wynikiem jest ustalenie wieku względnego osadów (osady starsze i młodsze), natomiast wiek bezwzględny (w milionach lat) poznaje się innymi metodami.

## Podstawowe pojęcia
Jednostka biostratygraficzna – skały wyodrębnione spośród skał otaczających na podstawie charakterystycznego zespołu skamieniałości lub nawet jednej skamieniałości.
Poziom (biozona) – jest formalną jednostką biostratygraficzną, obejmującą ciała skalne wyróżniane (definiowane) na podstawie zaniku bądź pojawienia się taksonów w profilu stratygraficznym i rozpoznawane na podstawie obecności tychże taksonów.
Rodzaje poziomów biostratygraficznych:
- poziom zasięgu gatunku;
- poziom zespołowy;
- poziom współwystępowania;
- poziom interwałowy;
- poziom filogenetyczny;
- poziom rozkwitu[1].

Skały nie zawierające skamieniałości można wyróżnić jako międzypoziom jałowy lub śródpoziom jałowy.

## Grupy istotne dla biostratygrafii
Niektóre grupy organizmów żywych mają większe znaczenia dla biostratygrafii od innych ze względu na szybką ewolucję morfologiczną i szerokie rozprzestrzenienie (paleo)geograficzne. Te właśnie grupy (częściej nektoniczne lub planktoniczne niż bentosowe) dostarczają dobrych skamieniałości przewodnich.
Badania biostratygraficzne prowadzono dawniej przede wszystkim na podstawie makroskamieniałości. Były to przede wszystkim:
- w paleozoiku - trylobity, graptolity i goniatyty;
- w mezozoiku - amonity[3].

Obecnie rozpoziomowanie biostratygraficzne wykonuje się częściej na podstawie mikroskamieniałości takich jak:
- otwornice[4];
- konodonty[5];
- kopalne ziarna pyłku, zarodniki i dinocysty (stadia przetrwalnikowe bruzdnic)[6][7], obejmowane zbiorczą nazwą palinomorf i będące przedmiotem badań palinostratygrafii[7];
- gyrogonity[8].